# Myrsinus modestus
Myrsinus modestus är en skalbaggsart som beskrevs av Charles Joseph Gahan 1904. Myrsinus modestus ingår i släktet Myrsinus och familjen långhorningar.
Artens utbredningsområde är:
- Moçambique.
- Zimbabwe.

Inga underarter finns listade i Catalogue of Life.